# Rezerwat przyrody Żółwiowe Błota

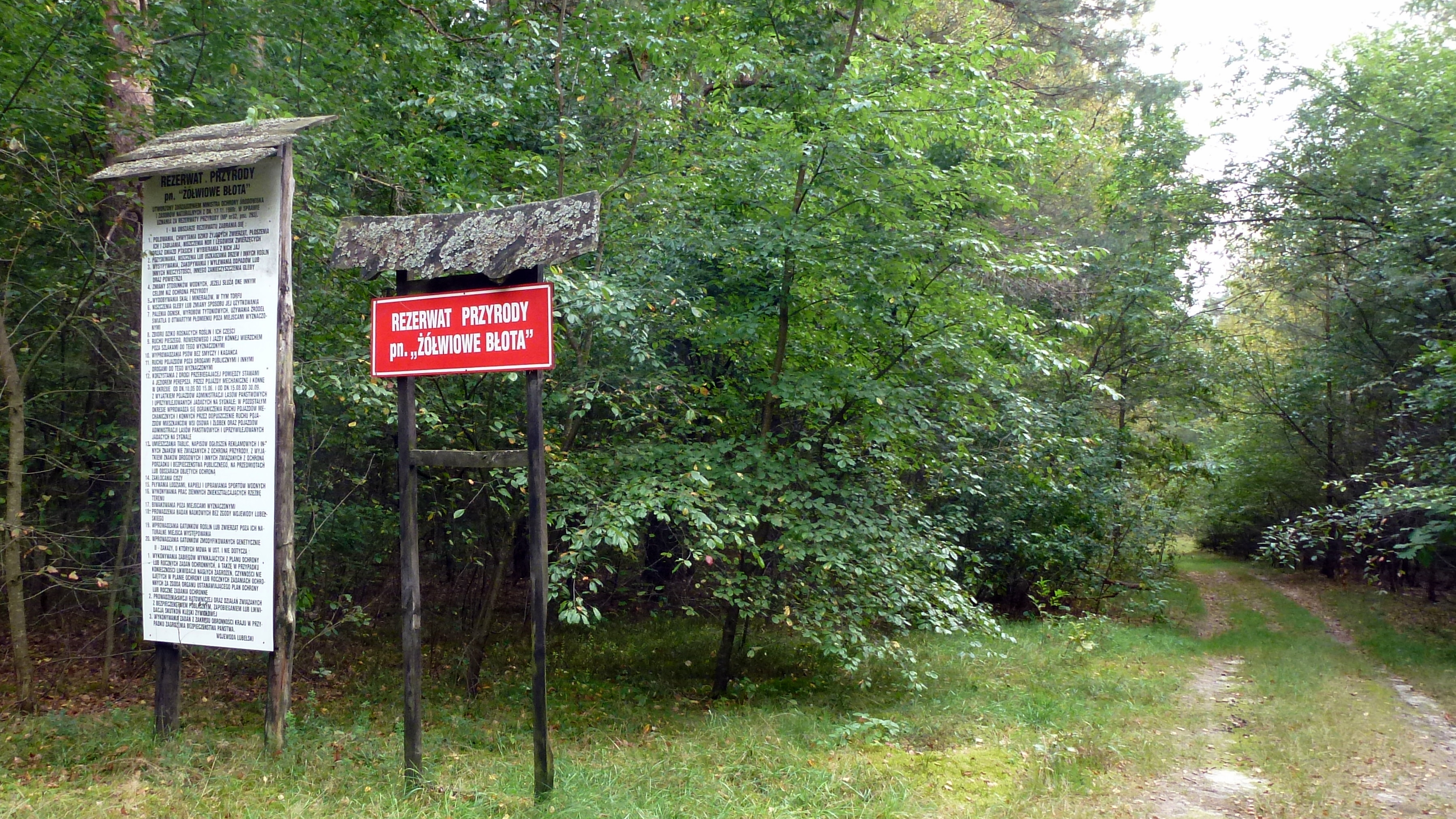

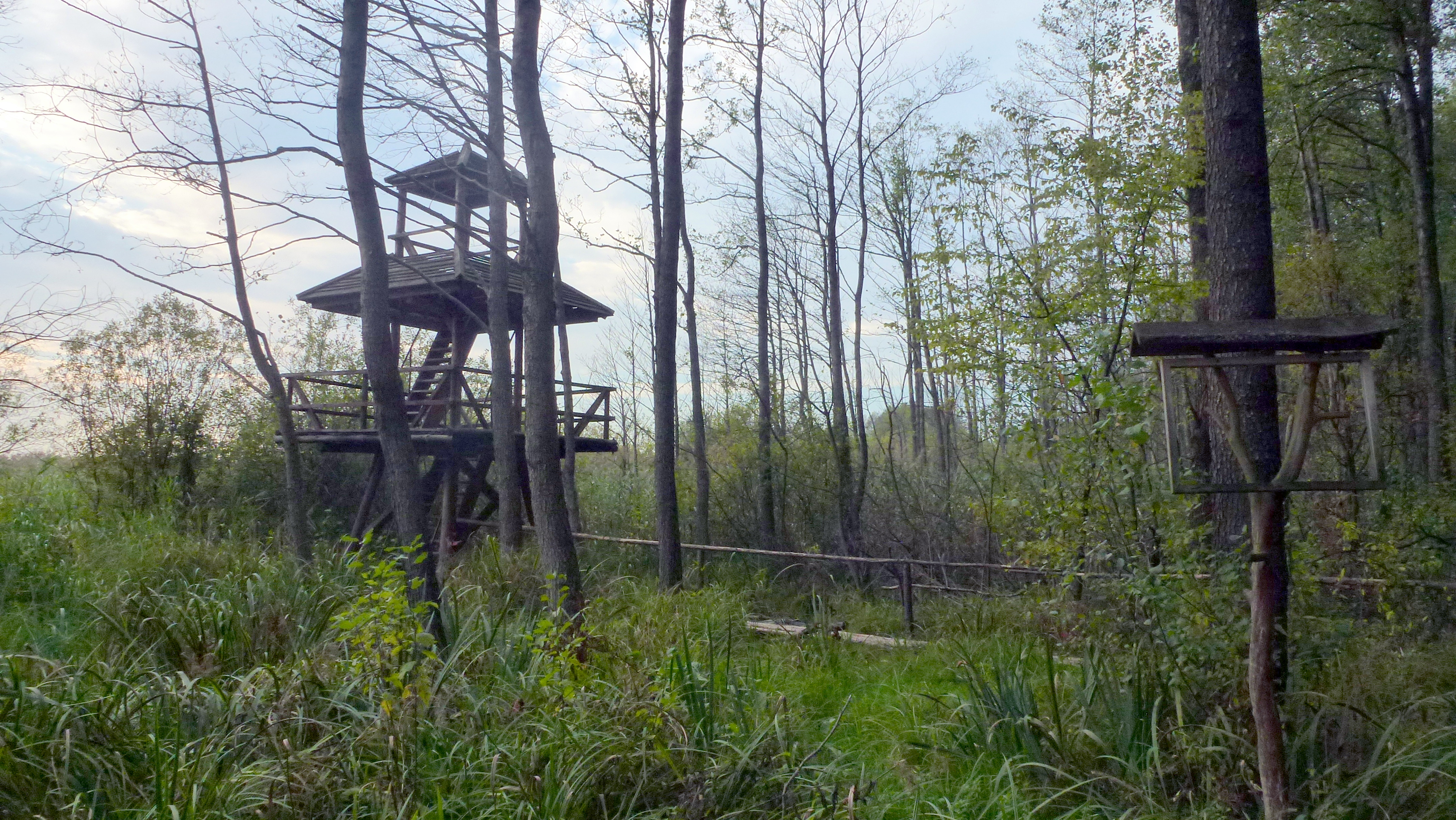
Nieistniejąca już wieża obserwacyjna nad Jeziorem Wspólnym

Rezerwat przyrody Żółwiowe Błota (znany też jako Żółwie Błota) – faunistyczny rezerwat przyrody znajdujący się na terenie gmin Włodawa oraz Hańsk w powiecie włodawskim w województwie lubelskim, na Równinie Łęczyńsko-Włodawskiej. Jest położony w Sobiborskim Parku Krajobrazowym, na terenie Nadleśnictwa Sobibór.
Rezerwat został utworzony zarządzeniem Ministra Ochrony Środowiska i Zasobów Naturalnych z dnia 17 listopada 1988 roku na powierzchni 734,41 ha (według danych z nadleśnictwa zajmuje obecnie 724,08 ha). Rezerwat obejmuje jeziora: Wspólne, Koseniec i Perespa. Utworzono go w celu zachowania najliczniejszego w kraju stanowiska lęgowego żółwia błotnego oraz wielu chronionych i rzadkich gatunków zwierząt, a także wielu rzadkich i zagrożonych zespołów i gatunków roślin wodnych i torfowiskowych. Oprócz żółwi występują tu bobry mające dość dogodną bazę pokarmową w licznych bagiennych lasach brzozowo-olszowych. Piaszczyste tereny porastają bory sosnowe. Na bagnach dominują zespoły turzyc, a w wielu miejscach rosną grążele żółte i grzybienie północne.
Rezerwat nie ma aktualnego planu ochrony, posiada natomiast obowiązujące zadania ochronne, na podstawie których jego obszar objęty jest ochroną czynną. W ramach zadań ochronnych prowadzi się m.in. redukcyjny odstrzał lisa oraz zabezpiecza się gniazda żółwi ze złożonymi jajami metalową siatką i maskuje je.

## Flora

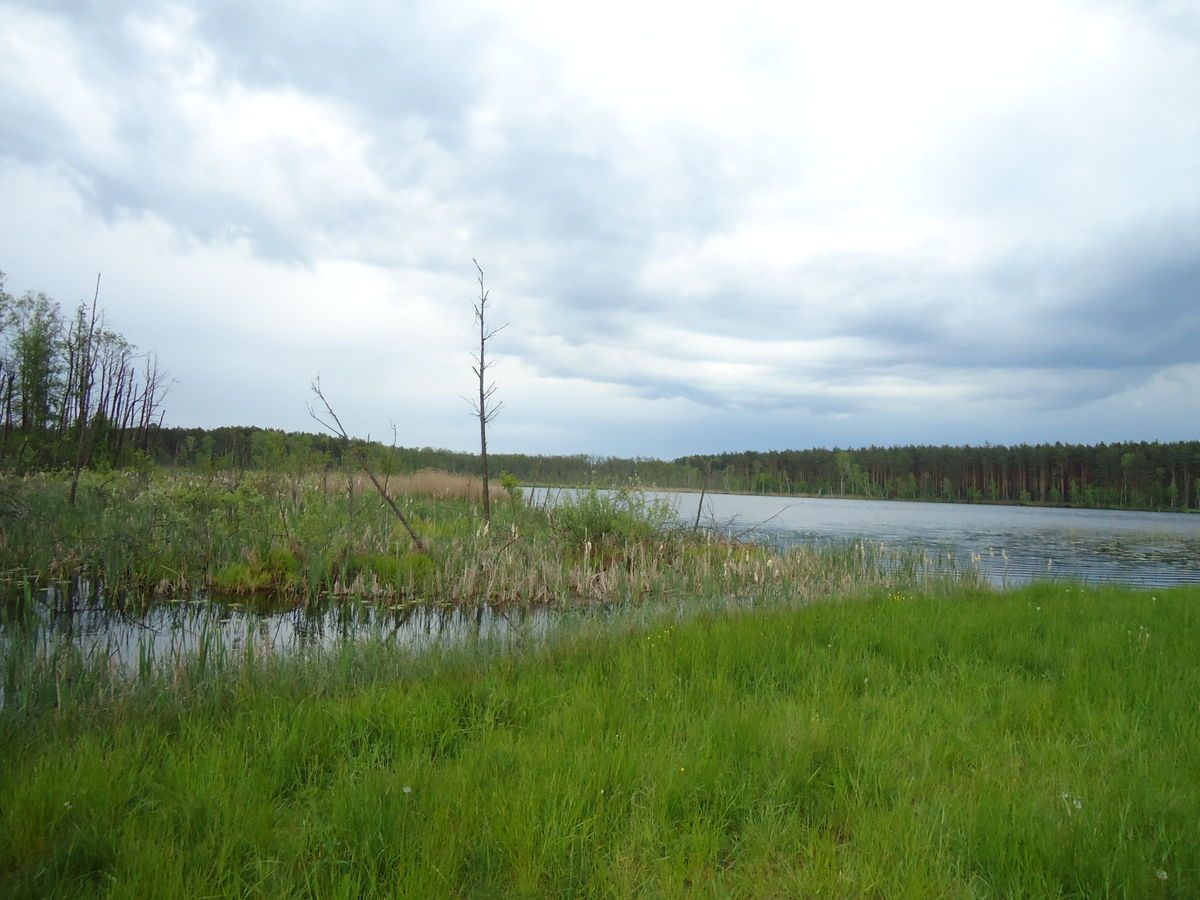
Jezioro Perespa

- brzoza niska
- wierzba borówkolistna
- wierzba lapońska
- rosiczka
- widłak jałowcowaty
- widłak goździsty
- lepnica litewska
- goździk piaskowy
- grążel żółty
- grzybienie północne

## Fauna
Gady:
- żółw błotny

Ptaki:
- bąk zwyczajny
- gągoł
- perkoz dwuczuby
- orlik krzykliwy
- bocian czarny
- dzięcioł białogrzbiety

Ssaki:
- bóbr europejski
- wydra europejska
- wilk szary